# Лулаку, Аздрен
Аздрен Лулаку (сербохорв. Azdren Lulaku, Аздрен Лулаку; алб. Azdren Gani Llullaku; 15 февраля 1988, Исток, Косово) — албанский футболист, нападающий итальянского клуба «Кьярлинс Музане». Выступал за сборную Албании.

## Биография
Ллулаку родился 15 февраля 1988 года в городе Исток (Косово). Во время Косовской войны он вместе с матерью и братом переехал в Италию, где поселился в коммуне Тарцо. Карьеру футболиста начал в 2003 году в молодёжном клубе Vallata.
После шести лет в различных командах нижней футбольной лиги Италии Ллулаку в 2012 году перешёл в румынский клуб «Газ Метан», входящий в высший футбольный дивизион Румынии. И в 2016 году стал лучшим бомбардиром чемпионата Румынии с 16 голами.
24 декабря 2016 года подписал двухгодичный контракт с чемпионом Казахстана — клубом «Астана» на 40 тысяч евро в месяц. Однако, совершенно не вписался в КПЛ, сыграв 17 игр и забив всего один гол. В июле 2017 он был передан в аренду в костанайский «Тобол» до 31 декабря. Но и здесь нападающий в 13 матчах не забил ни одного гола. В декабре албанский футболист был выставлен «Астаной» на трансфер. А 15 января 2018 года Аздрен сам покинул «Астану».
И в феврале 2018 свободным агентом нашёл себе итальянский клуб «Виртус Энтелла» — аутсайдер Серии В из городка Кьявари.

## Достижения
- Лучший бомбардир чемпионата Румынии: 2016/17 (16 голов)

## Клубная статистика
| Игровая карьера | Игровая карьера | Игровая карьера | Лига | Лига | Кубок | Кубок | Межд. | Межд. | Др. | Др. |
| --------------- | --------------- | --------------- | ---- | ---- | ----- | ----- | ----- | ----- | --- | --- |
| 2017            | Астана          | А               | 17   | 1    | 1     | 0     | —     | —     | 1   | 0   |
| 2017            | Тобол           | А               | 13   | 0    | —     | —     | —     | —     | —   | —   |